# قشلاق سعدي كندي (مقاطعة بيله سوار)
قشلاق سعدي کندي (بالفارسية: قشلاق سدی کندی) هي منطقة سكنية تقع في إيران في أردبيل. يقدر عدد سكانها بـ 35 نسمة .